# Gokuraku-ji (Naruto)
Gokuraku-ji (極楽寺) est un temple de l'école Kōya-san du Bouddhisme Shingon situé à Naruto, préfecture de Tokushima au Japon. 
Gokuraku-ji est 2e temple sur la route du pèlerinage de Shikoku. On y accède, depuis le temple 1 Ryōzen-ji, par une marche d'environ 1,5 km en ville.
Son image principale est celle d'Amida Nyorai, la divinité de la lumière. La statue aurait été sculptée par Kukai Le temple aurait été fondé par Gyōki,.
On voit un grand cèdre du Japon dans la cour, appelé Chomey-sugi, qui est censé apporter la longévité à ceux qui le touchent. Il est aussi censé apporter aux femmes qui prient un accouchement facile.
En 2015, le Gokuraku-ji est désigné Japan Heritage avec les 87 autres temples du pèlerinage de Shikoku.

## Trésors
- Statue en bois d'Amida Nyorai assis de l'époque de Heian, (bien culturel important du Japon)[4]
- Mandala des deux royaumes (propriété culturelle préfectorale)[5]
- Cèdre du Japon qui aurait été planté par Kōbō Daishi (propriété culturelle municipale)[6],[7],[8].

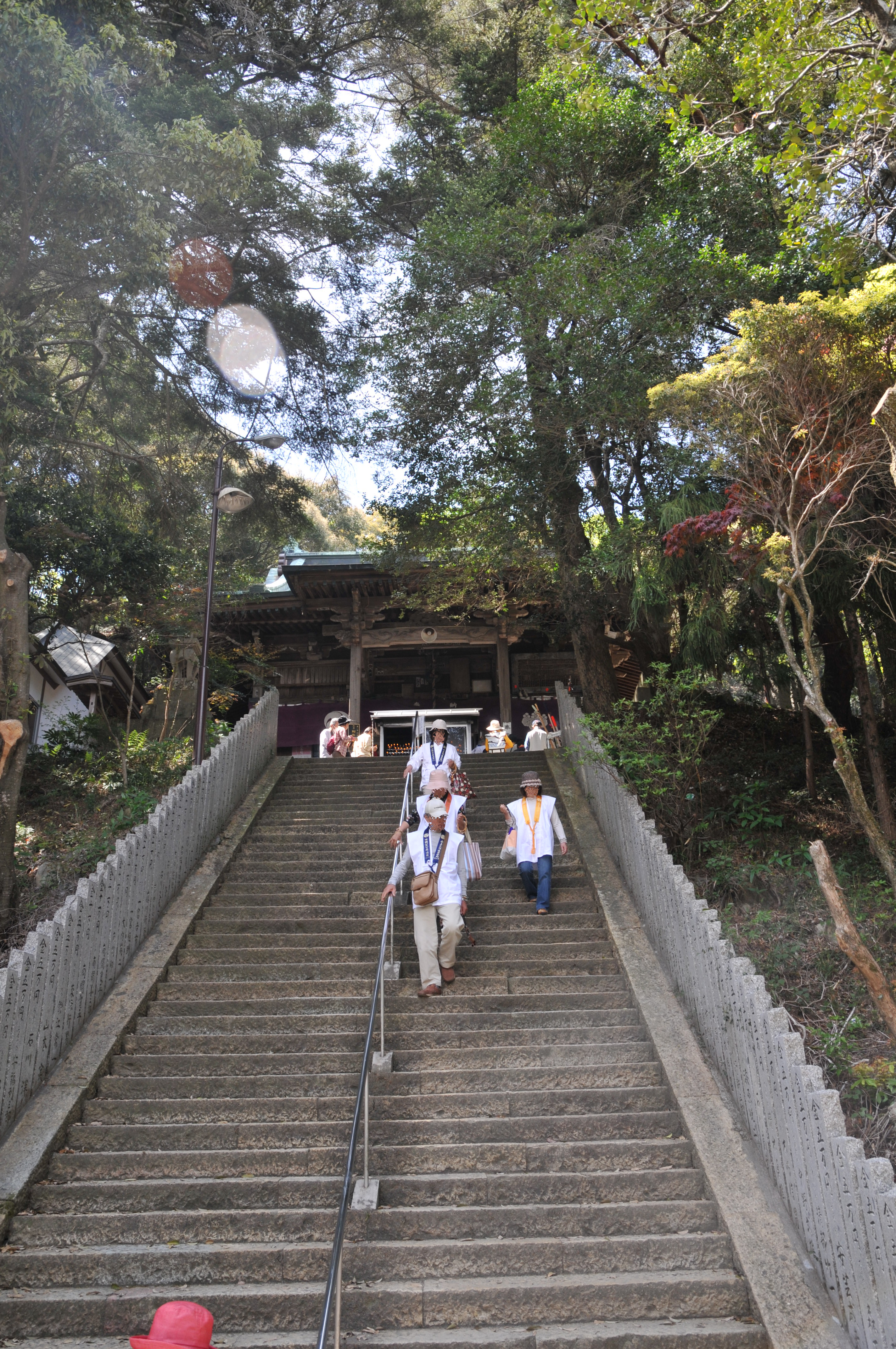
Temple Gokuraku-ji (Nabuto). Escalier conduisant au hon-dō (temple principal).
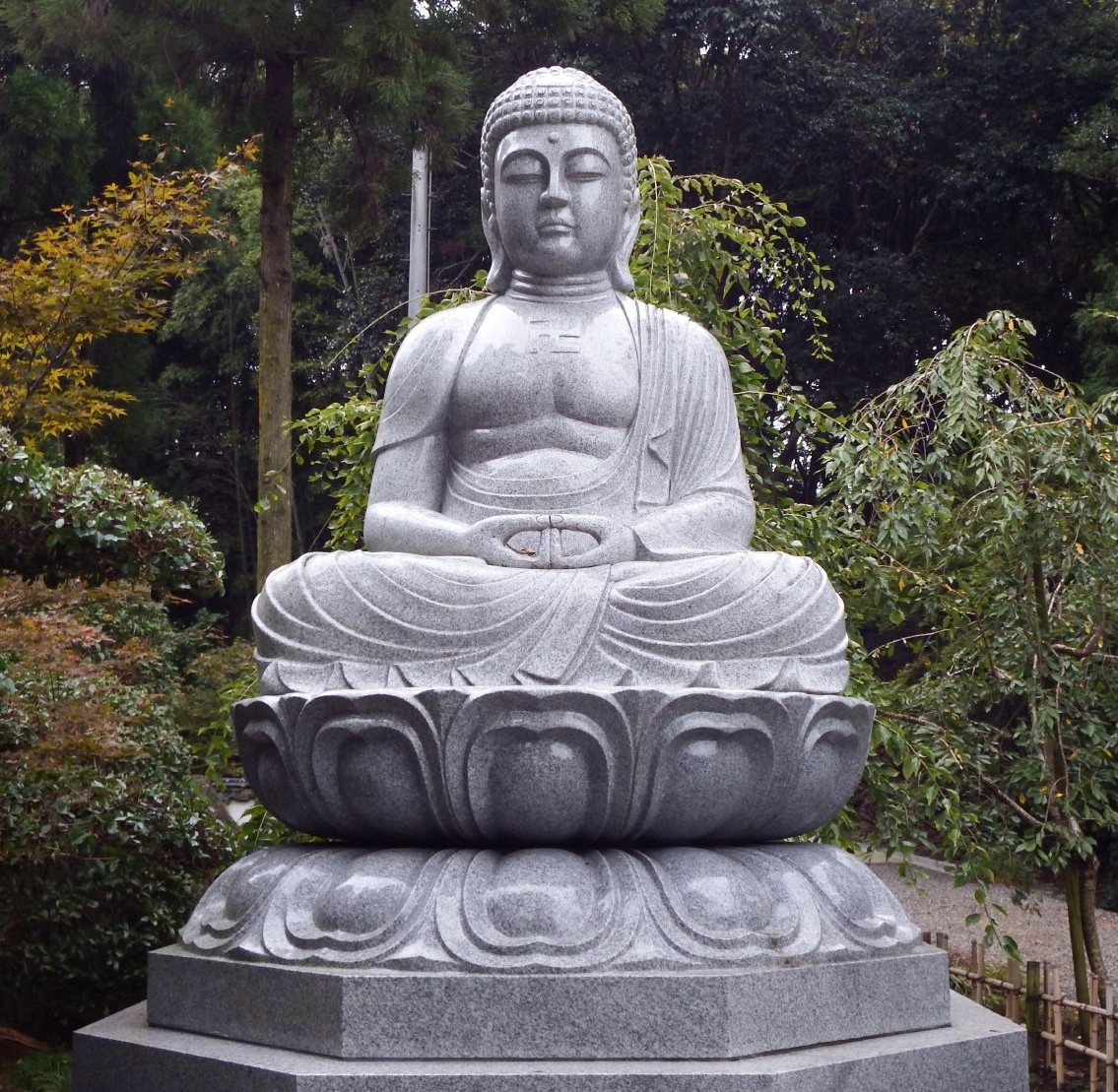
Temple Gokuraku-ji (Nabuto). Statue en pierre représentant le Bouddha Amitābha.
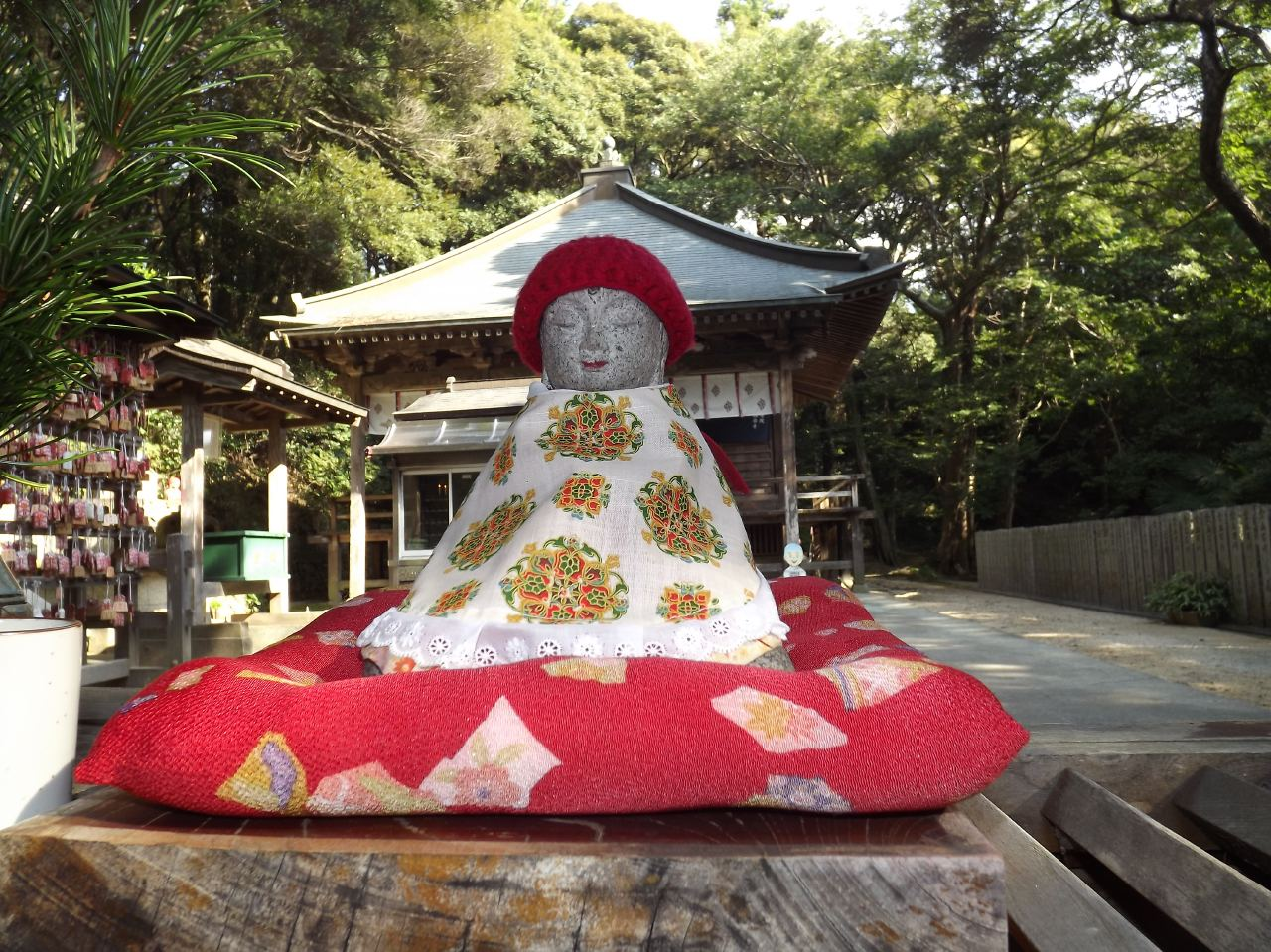
Temple Gokuraku-ji (Nabuto). Jizō, appellation japonaise du bodhisattva Kshitigarbha, sous l'apparence d'un jeune enfant portant un bavoir.
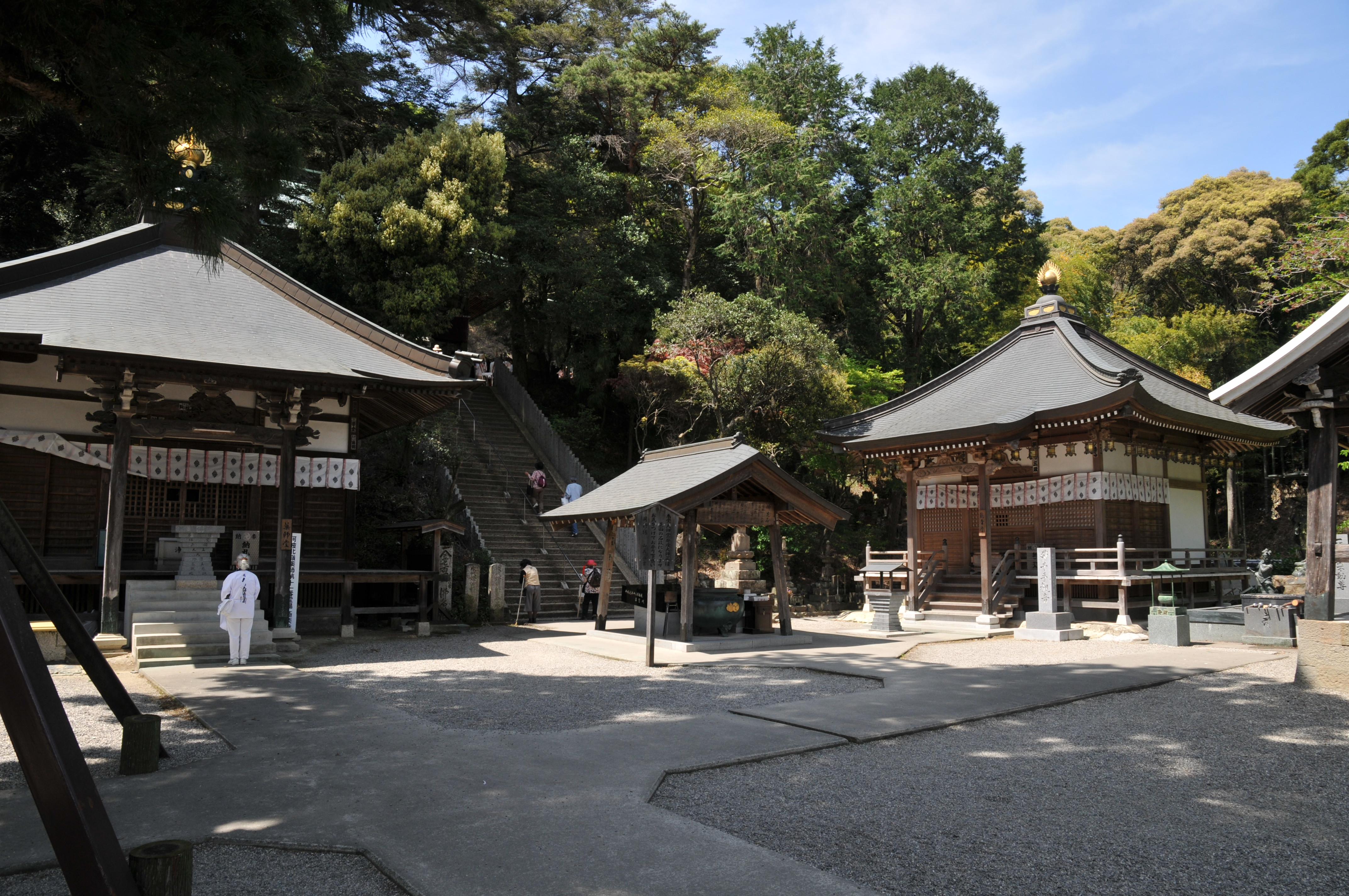
Temple Gokuraku-ji (Nabuto). À gauche: le Yakushi-dō, bâtiment consacré au Bouddha de médecine; à droite: le Kannon-dō, bâtiment consacré à la bodhisattva de la compassion.
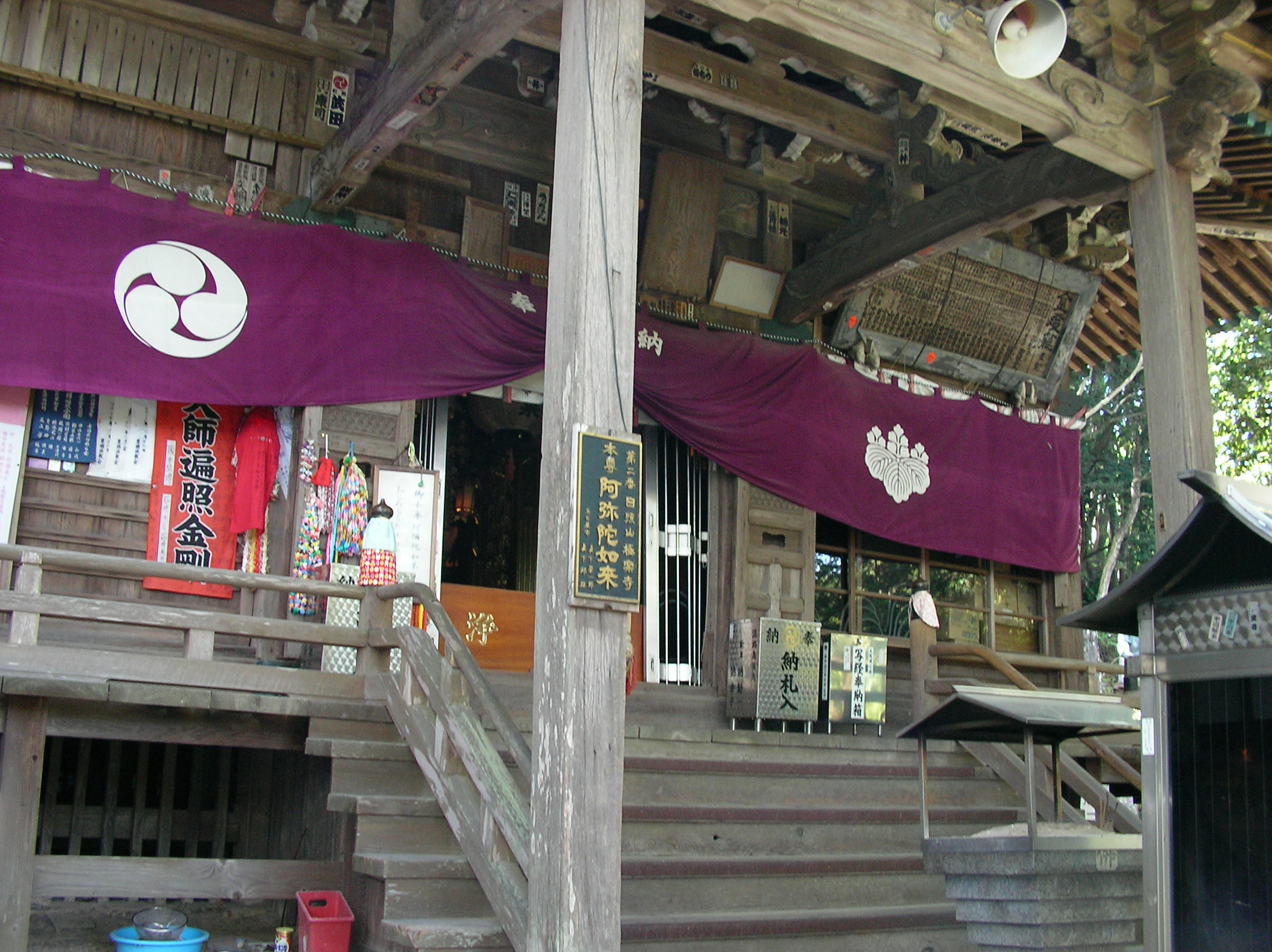
Temple Gokuraku-ji (Nabuto).
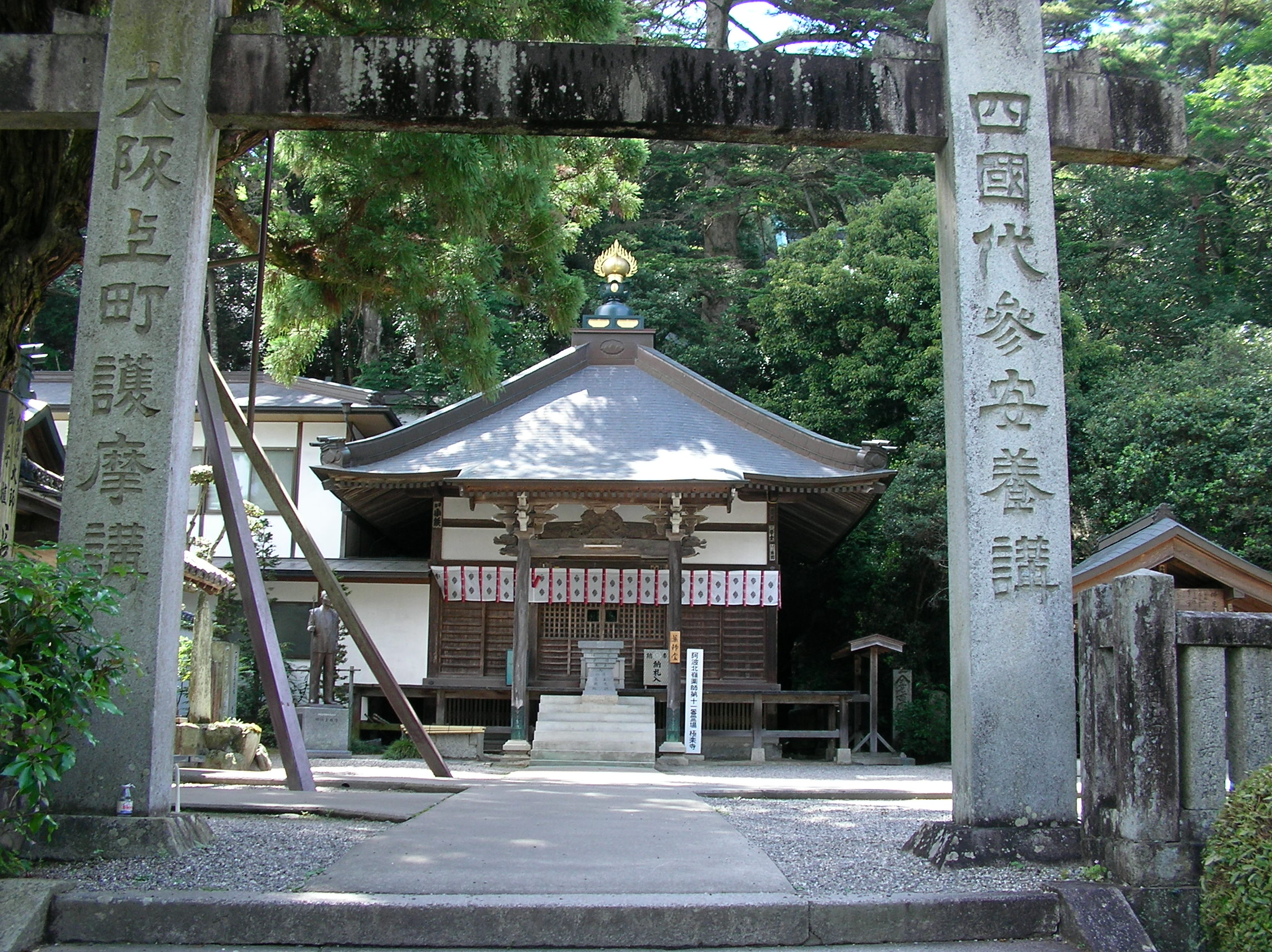
Temple Gokuraku-ji (Nabuto).

Temple Gokuraku-ji (Nabuto).